# Cametá SC
Der Cametá Sport Club, in der Regel nur kurz Cametá genannt, ist ein 2007 gegründeter Fußballverein aus Cametá im brasilianischen Bundesstaat Pará.
Aktuell spielt der Verein in der vierten brasilianischen Liga, der Série D, sowie in der Staatsmeisterschaft von Pará.

## Erfolge
- Staatsmeisterschaft von Pará: 2012
- Staatsmeisterschaft von Pará Second Division: 2022

## Stadion
Der Verein trägt seine Heimspiele im Estádio Municipal Orfelino Martins Valente in Cametá aus. Das Stadion hat ein Fassungsvermögen von 8000 Personen.

## Trainer
Stand: 21. November 2024
| Trainer                     | Nation    | von             | bis               |
| --------------------------- | --------- | --------------- | ----------------- |
| Luiz Augusto de Jesus Muniz | Brasilien | 8. April 2013   | 12. April 2013    |
| Rogerinho Gameleira         | Brasilien | 2. Januar 2023  | 30. November 2023 |
| Uidemar Pessoa de Oliveira  | Brasilien | 19. Januar 2024 | 25. Januar 2024   |
| Júnior Amorim               | Brasilien | 25. Januar 2024 | 27. Mai 2024      |
| Rodrigo Reis                | Brasilien | 29. Mai 2024    |                   |